# NGC 2175
NGC 2175 est un très jeune amas ouvert, situé dans la constellation d'Orion. Il a été découvert par l'astronome allemand Karl Christian Bruhns en 1857. Cet amas a probablement été observée par l'astronome sicilien Giovanni Battista Hodierna avant 1654.
NGC 2175 est à environ 1 627 pc (∼5 310 al) du système solaire et les dernières estimations donnent un âge de 9,0 millions d'années. La taille apparente de l'amas est de 18 minutes d'arc, ce qui, compte tenu de la distance, donne une taille réelle maximale d'environ 28 années-lumière.
Selon la classification des amas ouverts de Robert Trumpler, cet amas renferme moins de 50 étoiles (lettre p) dont la concentration est faible (IV) et dont les magnitudes se répartissent sur un grand intervalle (le chiffre 3).

## Notes historiques

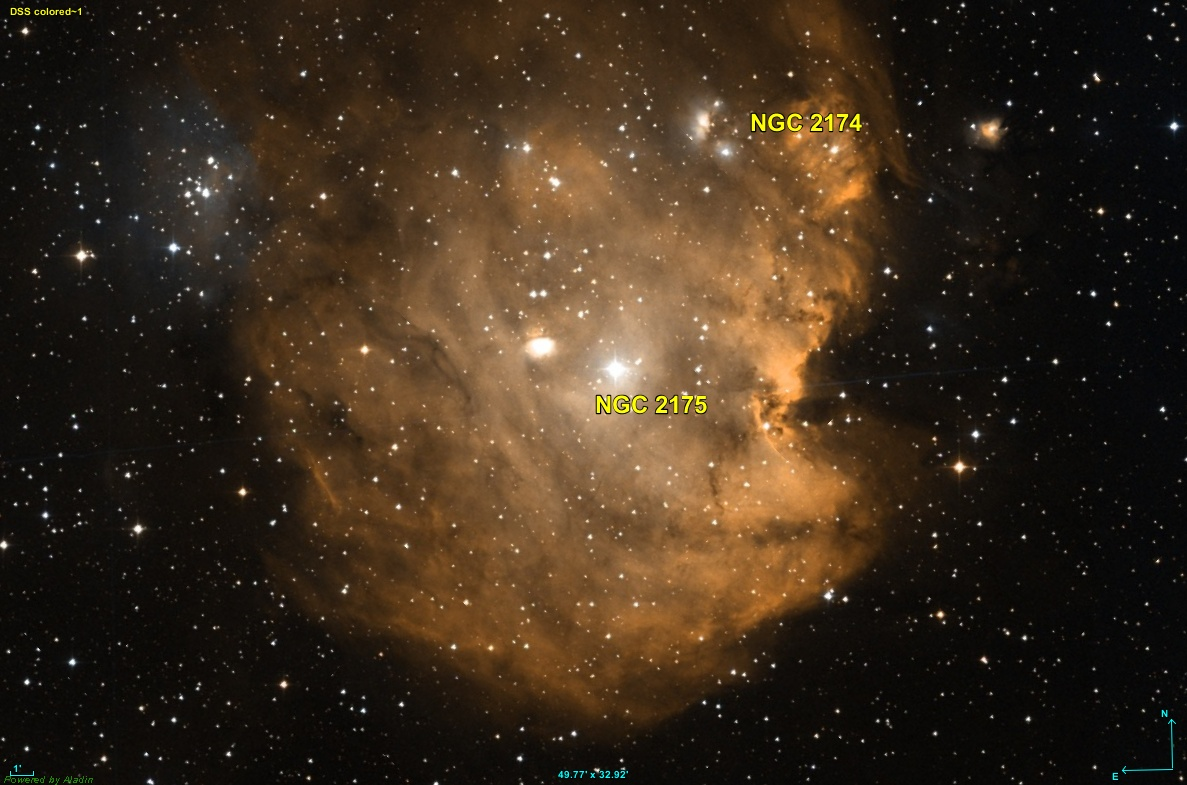
Selon le professeur Seligman, NGC 2174 est l'amas ouvert dans la partie supérieure droite de cette image et NGC 2175 est la nébuleuse entière. L'autre amas ouvert visible à gauche est quelquefois appelé NGC 2175S.

## Galerie

NGC 2175 par le télescope spatial Hubble.
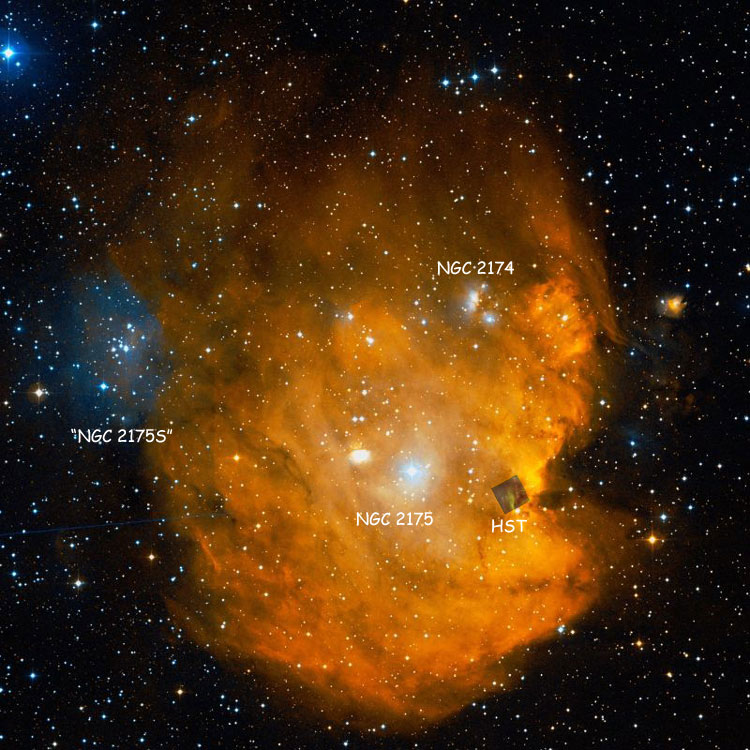
L'amas ouvert à gauche est souvent désignée par NGC 2175S.